# Laodike av Pontus (gemål till Mithridates VI)
Laodike av Pontus, född 130 f.Kr, död 90 f.Kr, var drottning av Pontus. Hon var medregent till sin bror och make Mithridates VI Eupator från 116 till 90 f.Kr.

## Biografi
Laodike var dotter till Mithridates V av Pontus och Laodike VI. Mithridates VI gifte sig med henne efter att han hade avsatt deras mor och bror och blivit ensam regent i Pontus år 116 f.kr. Orsaken till syskonäktenskapet var att bevara dynastins "rena blod", att bekräfta sin egen rätt till tronen och att gifta sig med en person han kunde göra till medregent, och Laodike hyllades som hans drottning och medregent. 
Laodike hade ett antal sexuella förbindelser med makens vänner. År 90 f.Kr varnades han av sina tjänare om att Laodike förberedde en kupp mot honom, och mottog en lista på hennes anhängare och medkonspiratörer. Han tillfångatog då omedelbart Laodike och de övriga som namngavs på listan och avrättade dem. Efter hennes död vägrade Mithridates att gifta sig med någon som bar hennes namn, och var också ovillig att ge sina följande hustrur titeln drottning.   

## Barn
1. Mithridates
2. Arcathius
3. Machares
4. Pharnaces II av Pontus
5. Kleopatra av Pontus
6. Drypetina